# Curt Hoff

Curt Hoff

Curt Hoff (* 21. Juli 1888 in Aachen; † 23. Juli 1950 in Gadderbaum) war ein deutscher Politiker (DVP).

## Leben und Wirken
Nach dem Abitur begann Hoff Volkswirtschaft und Rechtswissenschaften an der Friedrichs-Universität zu studieren. 1906 wurde er im Corps Borussia Halle aktiv. Er wechselte 1907 an die  Julius-Maximilians-Universität und wurde auch im Corps Nassovia Würzburg aktiv. Als Inaktiver beendete er das Studium an der Georg-August-Universität Göttingen, die ihn 1912 zum Dr. jur. promovierte. Im Jahr darauf trat Hoff in die Geschäftsführung des Zentralverbandes Deutscher Industrieller.
Ab 1914 nahm Hoff als Frontoffizier des Mansfeldschen Feldartillerie-Regiments Nr. 75 (8. Division (Deutsches Kaiserreich)) am Ersten Weltkrieg teil. Im Herbst 1915 wurde Hoff in die Geschäftsführung des Kriegsausschusses der Deutschen Industrie in Berlin berufen. Nach der Gründung des Reichsverbandes der Deutschen Industrie wurde Hoff in derselben Eigenschaft in diese Organisation übernommen und gleichzeitig mit der Vertretung der Arbeitgeberseite in der Zentralarbeitsgemeinschaft beauftragt. Diese Stellung behielt er bis zum April 1923 bei. Später übernahm Hoff die Geschäftsführung industrieller Fachverbände in Berlin.
Um 1920 trat Hoff in die Deutsche Volkspartei (DVP) ein. Von Dezember 1924 bis zum September 1930 saß er für diese als Abgeordneter im Reichstag, in dem er den Wahlkreis 5 (Frankfurt) vertrat. 1932 verließ Hoff die DVP, als die Parteiführung den von ihm für notwendig gehaltenen Zusammenschluss mit der Deutschnationalen Volkspartei zu einer neuen Rechtspartei ablehnte. Er trat stattdessen in die Deutsche Zentrumspartei ein, für die er 1933 noch einmal kurzzeitig Mitglied des Reichstages wurde.
1941 wurde Hoff Mitglied des Aufsichtsrates einer Kammgarnspinnerei in Leipzig und der Luckenwalder Feintuchfabrik.

## Schriften
- Die Industrieentwicklung im Bezirk Aachen an Hand der Berufsstatistik, 1912 (Dissertation)
- Sitzung des Hauptausschusses des Reichsverbandes der Deutschen Industrie (13. April 1920), Berlin 1920.
- Der Aufbau der Arbeitsgemeinschaft, Berlin 1920.